# Rowendy Sumter
Rowendy Wendy José Sumter (sinh ngày 19 tháng 3 năm 1988) là một cầu thủ bóng đá người Curaçao thi đấu ở vị trí thủ môn cho RKSV Scherpenheuvel tại Giải vô địch quốc gia Curaçao và đội tuyển quốc gia Curaçao.

## Danh hiệu

### Câu lạc bộ
Atlétiko Flamingo
- Bonaire League (1): 2015-16

### Quốc tế
Curaçao
- Caribbean Cup: 2017